# Челенк
Челенк (тур. çelenk) — использовавшийся в Османской империи знак отличия, серебряное украшение для тюрбана в виде султана, усыпанного драгоценными камнями. Имел форму цветка с лепестками, от которого отходило 13 лучей. Изначально челенк — перо, также прикреплявшееся к тюрбану как награда за храбрость.
Челенки изготавливались за счёт казны и выдавались в качестве награды особо отличившимся в бою. После успешного для турок боя при Баньялуке (1737) во время войны Османской империи с Россией и Австрией османским воинам было роздано две тысячи челенков в качестве награды за успешно проведенную военную операцию.

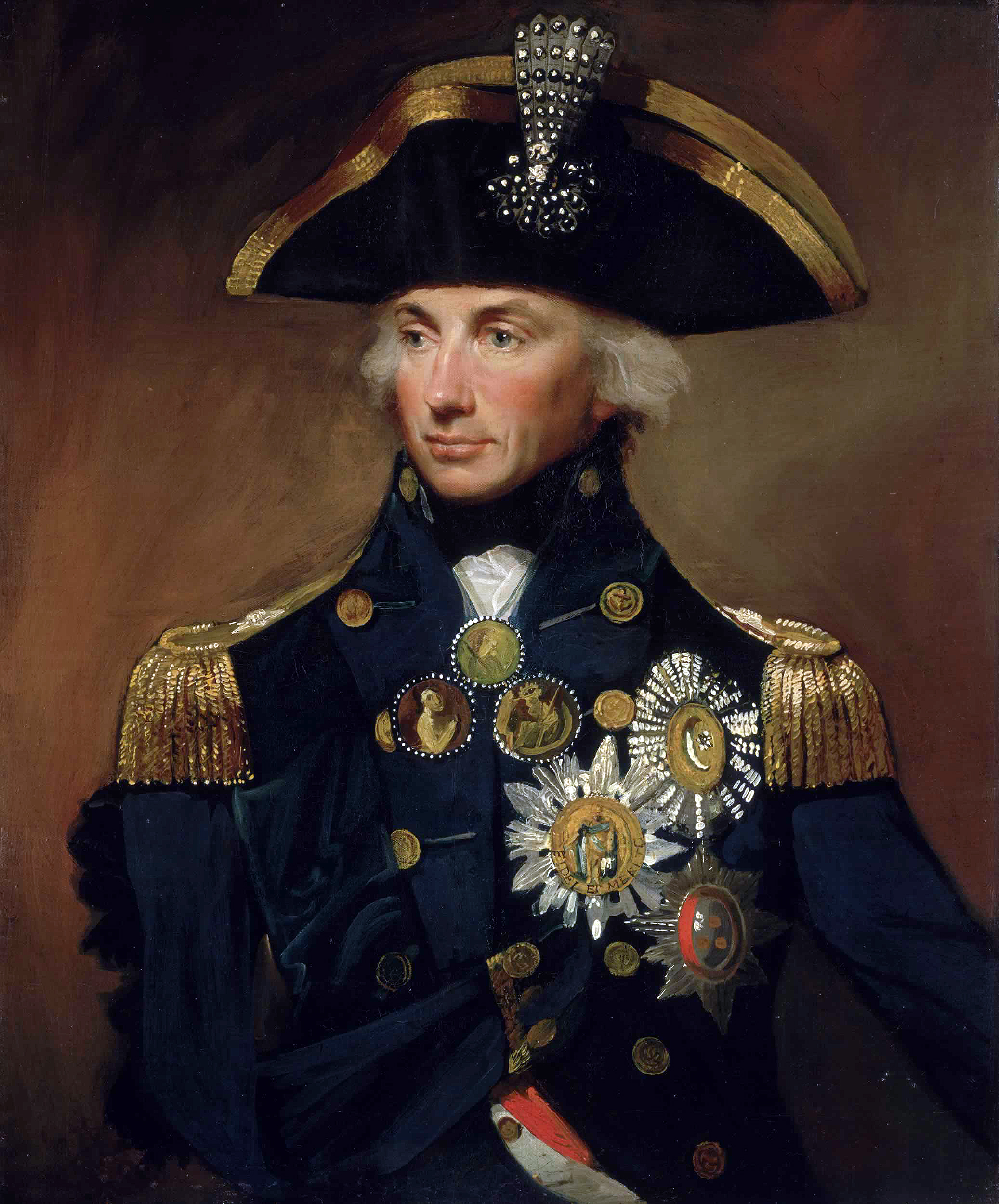
Адмирал Нельсон с челенком на адмиральской шляпе

Челенк был пожалован султаном Селимом III английскому адмиралу Горацио Нельсону (вместе с орденом Полумесяца) за победу над французами в битве при Абукире и российскому адмиралу Федору Федоровичу Ушакову за взятие крепости на острове Корфу.